# Fulvetta ludlowi
Fulvetta ludlowi é uma espécie de ave da família Paradoxornithidae.
Pode ser encontrada nos seguintes países: Butão, China, Índia, Myanmar e Nepal.